# Kilino di Sutri
Kilino, conosciuto anche con il nome di Azelino (Compiègne, ... – ...; fl. XI secolo), è stato vescovo di Sutri, storicamente documentato nel 1050.

## Biografia
Poche sono le informazioni sulla vita e l'operato del vescovo Kilino. Appena diventato papa, nell'aprile del 1049 Leone IX celebrò a Roma un concilio dove depose diversi vescovi accusati di simonia sostituendoli con persone fidate e sostenitrici del suo programma di riforma della Chiesa. Secondo il Liber ad amicus di Bonizone di Sutri, tra i nuovi prelati ci fu anche Azelinus Sutrinus episcopus, originario di Compiègne in Francia. Nella vita di Leone IX, attribuita all'arcidiacono Wiberto di Toul,, si racconta che, tra i vescovi simoniaci deposti, ci fosse anche un anonimo episcopus de Sutria, il quale cercò di produrre falsi testimoni per evitare la condanna; ma fu colpito da un male improvviso e morì poco dopo. Secondo Schwartz, quest'anonimo vescovo potrebbe essere o Domenico II o un altro vescovo, suo successore.
Azelino è identificato dagli editori delle Monumenta Germaniae Historica con il vescovo Kilino, menzionato in una lettera che Leone IX scrisse a Hugues de Salins, arcivescovo di Besançon, l'11 gennaio 1051. Nella lettera il pontefice, confermando all'amico Hugues tutti i privilegi precedenti già acquisiti dalla sua Chiesa, ricorda la consacrazione della cattedrale di Santo Stefano da lui fatta il 3 ottobre 1050, alla presenza di numerosi vescovi, tra cui Sutricensi episcopo Kilino.
Le cronotassi tradizionali dei vescovi sutrini, pongono l'episcopato di Kilino tra il 1046 e il 1049. Come riferisce Ughelli, da cui dipendono gli eruditi e gli autori successivi, Kilino sarebbe stato presente al concilio di Sutri del 1046, al concilio romano del 1049, dove fu deposto per simonia, e alla consacrazione della cattedrale di Besançon nel 1048. Quest'ultima asserzione è cronologicamente impossibile, poiché papa Leone IX fu eletto papa e consacrato solo nel mese di febbraio 1049. Inoltre nell'edizione critica dei documenti coevi che parlano dei due concili citati da Ughelli, non c'è traccia del vescovo Kilino.